# Comuna Podorojnie, Svitlovodsk
Podorojnie (în ucraineană Подорожнє) este o comună în raionul Svitlovodsk, regiunea Kirovohrad, Ucraina, formată din satele Babîcivka, Nahirne și Podorojnie (reședința).

## Demografie
Componența lingvistică a comunei Podorojnie
     Ucraineană (90,77%)
     Rusă (8,29%)
     Alte limbi (0,66%)
Conform recensământului din 2001, majoritatea populației comunei Podorojnie era vorbitoare de ucraineană (90,77%), existând în minoritate și vorbitori de rusă (8,29%).